# Winfried Neun

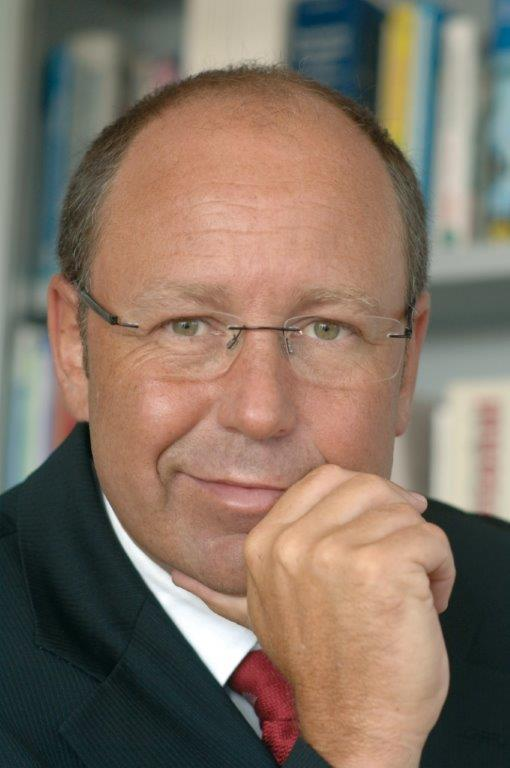
Winfried Neun (2013)

Winfried Neun (* 1962 in Konstanz) ist ein deutscher Autor.

## Leben
Neun absolvierte eine Banklehre bei der Sparkasse Bodensee-Konstanz und studierte Volkswirtschaftslehre und Betriebswirtschaftslehre mit Schwerpunkt „Psychologie in verschiedenen wirtschaftlichen Kontexten“ an der Universität Konstanz sowie an der Fachhochschule für Wirtschaft in Pforzheim. Nach dem Studium absolvierte er eine Ausbildung zum PR-Berater.
Seit 2014 ist er an der Hochschule für Wirtschaft, Technik und Gestaltung (HWTG) in Konstanz Kuratoriumsmitglied.
Seit 2006 gibt Neun das Magazin Neunsight heraus.

## Publikationen
- Speednovation. Innovationen meistern Krisen, Wortflamme, Allensbach 2010, ISBN 978-3-9814133-0-4.
- Warum es uns so schwerfällt, das Richtige zu tun. Die Psychologie der Entscheidungen, BusinessVillage, Göttingen 2011, ISBN 978-3-86980-112-4.
- Nach dem Crash ist vor dem Crash. Praktische Tipps, um aus Krisen zu lernen und neue zu vermeiden, Springer Gabler, Wiesbaden 2012, ISBN 978-3-8349-3418-5 (englisch: After the crash is before the crash. Effective tips on how to learn from past crises and avoid new ones).
- Innovationen im Mittelstand erfolgreich managen. 25 Tipps für die praktische Umsetzung, Springer Gabler, Wiesbaden 2014, ISBN 978-3-8349-3106-1.
- Börsenpsychologie: Anlegertypologie. tao.de, Bielefeld 2017, ISBN 978-3-96051-936-2.
- Mit Resilienz und Gelassenheit durch den Alltag. tao.de, Bielefeld 2017, ISBN 978-3-96051-938-6.
- Digitale Transformation und Agilität in der Praxis. Veränderungsbereitschaft in Unternehmen fördern durch Background-Personality-Management, Springer Gabler, Wiesbaden 2020, ISBN 978-3-658-19623-3.